# Vias rápidas urbanas de Espanha
As vias rápidas urbana de Espanha são vias de penetração ou circulação das principais cidades espanholas. Pertencem à RCE à excepção das de Palma de Maiorca, Ibiza, Las Palvas de Grande Canária, Santa Cruz de Tenerife e Pamplona, que pertencem ao Conselho Insular de Maiorca, ao Conselho Insular de Ibiza e Formentera, ao Cabildo de Gran Canaria, ao Cabildo de Tenerife e ao Governo de Navarra respectivamente. Estas vias rápidas são, boas parcelas desdobradas das antigas Estradas Nacionais de boas vias rápidas de novo tipo de construção.

## Vias rápidas urbanas
| Cidade                                               | Via                           | Denominação da Via                             | Itinerário |
| ---------------------------------------------------- | ----------------------------- | ---------------------------------------------- | --- |
| Alicante                                             |                               | Circular de Alicante                           | - |
| Alicante                                             |                               | Acesso Noroeste a Alicante                     | - |
| Alicante                                             |                               | Via Rápida Elche-Crevillente                   | Elche - * - Crevillente |
| Alicante                                             |                               | Via Rápida Alicante-Elche                      | Alicante - * - Elche |
| Corunha                                              |                               | Ligação AC-11 a AC-12                          | - |
| Corunha                                              |                               | Acesso ao centro de A Corunha                  | Avda. Alfonso Molina |
| Corunha                                              |                               | Acesso N-VI à A Corunha por Casablanca         | Sam Pedro de Nós - Porto da Corunha |
| Corunha                                              |                               | Acesso sul da Corunha                          | Terceira Ronda com Pocomaco - * - A-6 |
| Avilés                                               |                               | Acesso este a Avilés                           | - |
| Almería                                              |                               | Acesso este a Almería                          | - |
| Almería                                              |                               | Acesso ao Porto de Almería                     | - |
| Barcelona                                            |                               | Circular Este de Barcelona (Circular Litoral)  | Ligação B-23 - Ligação B-20/C-32 (nudo del Llobregat) - Ligação Gran Vía/Autovía Castelldefels (C-31) - Zona Franca - Barcelona litoral (Paseo de Colón–Villa Olímpica–Fórum) - Ligação C-31 (Barcelona–Montgat) - Nudo Trinitat - ligação com a circular de Dalt (B-20), C-17 (Puigcerdá), C-58 (Sabadell/Tarrasa) |
| Barcelona                                            |                               | Circular Oeste de Barcelona (Circular de Dalt) | Nudo del Llobregat (ligação com A-2 e C-32) - Ligação com B-23 na Av.Diagonal - Barcelona montanhosa (Pedralbes–Sarrià–Vall d´Hebron–Nou Barris) - Nudo Trinitat (ligação com a Circular Litoral (B-10), C-17 (Puigcerdá), C-58 (Sabadell/Tarrasa) - Badalona - Montgat (ligação com C-32 Mataró)                   |
| Barcelona                                            |                               | Segundo acesso ao Porto de Barcelona           | Projecto em consulta pública |
| Barcelona                                            |                               | Acesso ao aeroporto de Barcelona               | Ligação C-32 (Barcelona/Sitges) - Ligação C-31 (Via Rápida Barcelona–Castelldefels) - Aeroporto de Barcelona |
| Barcelona                                            |                               | Acesso ao centro de Barcelona                  | Molins de Rei - Barcelona (Av.Diagonal) |
| Barcelona                                            |                               | Acesso a Barcelona desde Vallirana             | Troço Molins de Rei–Vallirana concluido, Troço Vallirana–Ordal em obras, Troço Ordal–El Vendrell em estudo |
| Barcelona                                            |                               | Calzadas laterales de AP-7                     | Rubí - Sant Cugat - Sardañola del Vallés - Santa Perpétua de la Mogoda - Mollet del Vallès |
| Barcelona                                            |                               | Cuarto Cinturón de Barcelona                   | Tramo Abrera–Viladecavalls licitado, Tramo Viladecavalls–Granollers en estudio |
| Badajoz                                              |                               | Acceso sur a Badajoz                           | Acceso sur según N-432 |
| Badajoz                                              |                               | Circunvalación de Badajoz                      | Antiguo trazado N-V por Badajoz |
| Burgos                                               |                               | Acceso sur a Burgos                            | A-1 (Nudo Landa) - N-623/N-627 |
| Burgos                                               |                               | Circunvalación de Burgos                       | - |
| Cáceres                                              |                               | Acceso norte a Cáceres                         | Acceso norte desde A-66 según N-630 |
| Cáceres                                              |                               | Acceso oeste a Cáceres                         | Acceso oeste desde A-66 según N-521 |
| Cáceres                                              |                               | Acceso este a Cáceres                          | Acceso este desde la futura A-58 según N-521 |
| Cádiz                                                |                               | Acceso norte al Puerto de Santa María          | - |
| Cádiz                                                |                               | Acceso sur al Puerto de Santa María            | - |
| Cádiz                                                |                               | San Fernando - Cádiz                           | - |
| Cádiz                                                |                               | Acceso a Gibraltar                             | - |
| Cartagena                                            |                               | Acceso oeste a Cartagena                       | - |
| Cartagena                                            |                               | Acceso este a Cartagena                        | - |
| Cartagena                                            |                               | Acceso a la dársena de Cartagena               | - |
| Cartagena                                            |                               | Acceso a la dársena de Escombreras             | - |
| Castellón de la Plana                                |                               | Acceso al Puerto de Castellón                  | N-340 … Enlace CV-18 Castellón – Nules … Enlace CV-183 Almazora - Grao de Castellón … Enlace N-225 CS-22 - Grao de Castellón … Grao de Castellón … Puerto de Castellón |
| Cordoba                                              |                               | Acceso norte a Córdoba                         | - |
| Cordoba                                              |                               | Acceso al aeropuerto de Córdoba                | - |
| Cuenca                                               |                               | Acceso oeste a Cuenca                          | - |
| Elche                                                |                               | Circunvalación de Elche                        | - |
| Ferrol                                               |                               | -                                              | La Trinchera - El Ponto |
| Ferrol                                               |                               | -                                              | Freixeiro - Río do Pozo |
| Ferrol                                               |                               | Acceso este a Ferrol                           | Montón - Catabois |
| Ferrol                                               |                               | Acceso suroeste a Ferrol                       | Fene - Puerto de Ferrol |
| Ferrol                                               |                               | Acceso Norte al Puerto de Ferrol               | AP-9 - Puerto de Ferrol |
| Gijón                                                |                               | Ronda Interior de Gijón                        | - |
| Gijón                                                |                               | Ronda oeste                                    | Acceso al Puerto de Gijón |
| Gijón                                                |                               | Acceso sur a Gijón                             | - |
| Granada                                              |                               | Acceso al aeropuerto de Granada                | - |
| Granada                                              |                               | Acceso oeste al Puerto de Motril               | - |
| Granada                                              |                               | Acceso este al Puerto de Motril                | - |
| Granada                                              |                               | Circunvalación de Granada                      | - |
| Granada                                              |                               | Acceso a Granada desde la N-432                | - |
| Guadalajara                                          |                               | Ronda Norte de Guadalajara                     | A-2 (Salida 59) - CM-101 (carretera de Fontanar) y Polígono del Henares |
| Huelva                                               |                               | Circunvalación de Huelva                       | - |
| Huelva                                               |                               | Acceso a Huelva desde A-49                     | - |
| Ibiza (Consell Insular d'Eivissa)                    |                               | Circumval·lació d'Eivissa                      | - |
| Jaen                                                 |                               | Acceso norte a Jaén                            | - |
| Jaen                                                 |                               | Acceso este a Jaén                             | - |
| Las Palmas de Gran Canaria (Cabildo de Gran Canaria) |                               | Circunvalación de Las Palmas de Gran Canaria   | - |
| Lérida                                               |                               | Acceso este a Lérida                           | - |
| Lérida                                               |                               | Acceso sur a Lérida                            | - |
| León                                                 |                               | Conexión LE-20 y LE-30                         | - |
| León                                                 |                               | Circunvalación de León                         | - |
| León                                                 |                               | Ronda exterior de León                         | - |
| Logroño                                              |                               | Circunvalación sur de Logroño                  | Navarrete - Recajo |
| Lugo                                                 |                               | Acceso suroeste a Lugo                         | Nadela - Tolda de Castilla |
| Madrid                                               |                               | Acceso de Norte de Madrid                      | M-30 & A-1 - M-14 Aeropuerto de Barajas T1, T2, T3, T4 |
| Madrid                                               |                               | Eje Aeropuerto T4                              | Túnel M-40 - M-110 con R-2 y futura R-1* |
| Madrid                                               |                               | Eje Este-Oeste                                 | M-12 - M-14 Aeropuerto de Barajas T1, T2, T3 |
| Madrid                                               |                               | Acceso Aeropuerto de Barajas T1, T2, T3        | M-40 Enlace M-21 - Aeropuerto de Barajas |
| Madrid                                               |                               | Enlace M-40 con M-50 y M-45                    | - |
| Madrid                                               |                               | Acceso al Puerto Seco de Madrid                | - |
| Madrid                                               |                               | Enlace O'Donell con R-3                        | - |
| Madrid                                               |                               | Circunvalación de Madrid                       | (Pertenece al Ayuntamiento de Madrid) |
| Madrid                                               |                               | Enlace M-40 M-45 M-50 para R-4                 | - |
| Madrid                                               | Circunvalación de Madrid      |                                                | |
| Madrid                                               |                               | -                                              | M-40 (Getafe) - M-50 (Coslada) y M-50 (Las Rozas) - A-1 (San Sebastián de los Reyes) |
| Madrid                                               |                               | Circunvalación de Madrid                       | A-1 (San Sebastián de los Reyes) - A-6 (Las Rozas) |
| Madrid                                               |                               | Circunvalación de Madrid                       | - |
| Málaga                                               |                               | Circunvalación de Málaga                       | - |
| Málaga                                               |                               | Málaga - Torremolinos                          | - |
| Málaga                                               |                               | Acceso al puerto de Málaga                     | - |
| Málaga                                               |                               | Acceso sur al Aeropuerto de Málaga             | - |
| Málaga                                               |                               | Acceso este a Málaga (La Araña)                | - |
| Múrcia                                               |                               | Circunvalación de Murcia                       | - |
| Múrcia                                               |                               | Acceso suroeste de Murcia                      | - |
| Oviedo                                               |                               | Acceso este a Oviedo                           | - |
| Oviedo                                               |                               | Acceso sur a Oviedo                            | - |
| Oviedo                                               |                               | Acceso oeste a Oviedo                          | - |
| Ourense                                              |                               | Acceso Centro a Ourense                        | - |
| Palencia                                             |                               | Acceso sur a Palencia                          | - |
| Palma de Maiorca (Conselho Insular de Maiorca)       |                               | Autopista Vía de Cintura                       | |
| Pamplona (Governo de Navarra)                        |                               | Ronda de Pamplona                              | - |
| Pamplona (Governo de Navarra)                        |                               | Acceso Pamplona sur y aeropuerto               | - |
| Pamplona (Governo de Navarra)                        |                               | Acceso Pamplona sureste                        | - |
| Pamplona (Governo de Navarra)                        |                               | Acceso Pamplona este                           | - |
| Pamplona (Governo de Navarra)                        |                               | Acceso Pamplona oeste                          | - |
| Pontevedra                                           |                               | Circunvalación de Pontevedra                   | AP-9 - O Pino - * - Pontevedra Este - * - Pontevedra Norte - * - AP-9 |
| Pontevedra                                           |                               | Acceso al Puerto de Marín                      | AP-9/PO-10 - PO-12 - Marín |
| Pontevedra                                           |                               | Acceso oeste a Pontevedra                      | PO-11 - Pontevedra Oeste |
| Puertollano                                          |                               | Acceso norte a Puertollano                     | - |
| Santa Cruz de Tenerife (Cabildo de Tenerife)         |                               | Autovía Interconexión Norte-Sur                | - |
| Santa Cruz de Tenerife (Cabildo de Tenerife)         |                               | Autovía de Penetración Sur                     | - |
| Santa Cruz de Tenerife (Cabildo de Tenerife)         |                               | Autovía del Dique Este a San Andrés            | Santa Cruz de Tenerife - San Andrés y Sauces |
| Santander                                            |                               | Acceso este a Santander                        | Solares - Santander |
| Santander                                            |                               | Acceso oeste a Santander                       | Bezana - El Sardinero |
| Santander                                            |                               | Ronda de la Bahía de Santander*                | San Salvador - Peñacastillo |
| Santiago de Compostela                               |                               | Acceso AP-9 - Cornes                           | - |
| Santiago de Compostela                               |                               | Circunvalación de Santiago de Compostela       | Polígono del Tambre y N-550 - Avenida de Lugo |
| Santiago de Compostela                               |                               | Conexión Aeropuerto                            | A-54 - Aeropuerto de Santiago |
| Salamanca                                            |                               | Acceso norte de Salamanca                      | - |
| Salamanca                                            |                               | Ronda sur de Salamanca                         | - |
| Segovia                                              |                               | Ronda sur de Segovia                           | A-61 - CL-601 |
| Sevilla                                              |                               | Circunvalación de Sevilla                      | Ronda Supernorte (Cartuja-Aeropuerto) |
| Sevilla                                              |                               | Circunvalación de Sevilla                      | - |
| Sevilla                                              |                               | Circunvalación de Sevilla*                     | - |
| Soria                                                |                               | Circunvalación de Soria                        | - |
| Tarragona                                            |                               | Acceso a Tarragona desde Reus                  | Reus - Tarragona |
| Toledo                                               |                               | Circunvalación de Toledo                       | - |
| Toledo                                               |                               | Acceso oeste a Toledo                          | - |
| Toledo                                               |                               | Acceso oeste desde la AP-41                    | - |
| Toledo                                               |                               | Acceso este a Toledo                           | - |
| Valencia                                             |                               | Acceso al Aeropuerto de Valencia               | - |
| Valencia                                             |                               | Autopista de El Saler                          | Valencia - El Saler |
| Valencia                                             | Acceso a Valencia desde Puzol |                                                | |
| Valencia                                             |                               | Acceso a Sagunto desde V-21                    | - |
| Valencia                                             |                               | Circunvalación de Valencia                     | - |
| Valencia                                             |                               | Acceso a Valencia desde Silla                  | - |
| Valladolid                                           |                               | Acceso este a Valladolid                       | - |
| Valladolid                                           |                               | Acceso sur a Valladolid                        | - |
| Valladolid                                           |                               | Circunvalación de Valladolid                   | Ronda Este de Valladolid |
| Valladolid                                           |                               | Circunvalación de Valladolid                   | - |
| Vigo                                                 |                               | Cinturón de Vigo                               | Castrelos - Puerto de Bouzas |
| Vigo                                                 |                               | Segundo Cinturón de Vigo                       | VG-10 Navia - AG-57 - AP-9 Rebullon |
| Zaragoza                                             |                               | Vía Hispanidad (Tercer cinturón de Zaragoza)   | - |
| Zaragoza                                             |                               | Conexión N-232ª y AP-68                        | - |
| Zaragoza                                             |                               | Cuarto cinturón de Zaragoza                    | - |
| Zamora                                               |                               | Acceso norte a Zamora                          | - |
| Zamora                                               |                               | Acceso este a Zamora                           | - |
| Zamora                                               |                               | Acceso sur a Zamora                            | - |
| Zamora                                               |                               | Circunvalación de Zamora                       | - |

(* em construção ou em projecto)